# 梁騰丰 (民建聯)
梁騰丰（英語：Leung Tang-fung），香港建制派人士，民建聯成員，曾任香港觀塘區議會牛頭角上邨選區議員。他的區議員工作並不是一帆風順的，他曾於2015年觀塘的安利選區，以1,665票大敗於以2,128票成功連任的蔡澤鴻。他沒有在他的名片中提及自己的學歷或專業資格。